# 切口擬柔毛水蚤
切口擬柔毛水蚤（学名：Pseudoamallothrix emarginata）为厚殼水蚤科擬柔毛水蚤屬下的一个种。